# Baszk pelota az 1900. évi nyári olimpiai játékokon
Az 1900. évi nyári olimpiai játékokon a pelotában június 14-én tartották meg a versenyt két csapat részvételével. A baszk pelota a fallabda régi spanyol változata: ütő helyet egy kanálszerű eszközzel kapják és hajítják el a labdát. A Nemzetközi Olimpiai Bizottság nem ismeri el hivatalos olimpiai programként.

## Éremtáblázat
(A rendező ország csapata eltérő háttérszínnel, az egyes számoszlopok legmagasabb értéke, vagy értékei vastagítással kiemelve.)
| Az 1900. évi nyári olimpiai játékok éremtáblázata pelotában | Az 1900. évi nyári olimpiai játékok éremtáblázata pelotában | Az 1900. évi nyári olimpiai játékok éremtáblázata pelotában | Az 1900. évi nyári olimpiai játékok éremtáblázata pelotában | Az 1900. évi nyári olimpiai játékok éremtáblázata pelotában | Olimpia  |
| ----------------------------------------------------------- | ----------------------------------------------------------- | ----------------------------------------------------------- | ----------------------------------------------------------- | ----------------------------------------------------------- | -------- |
|                                                             | Ország                                                      | Arany                                                       | Ezüst                                                       | Bronz                                                       | Összesen |
| 1.                                                          | Spanyolország (ESP)                                         | 1                                                           | 0                                                           | 0                                                           | 1        |
|                                                             |                                                             |                                                             |                                                             |                                                             |          |
| 2                                                           | Franciaország (FRA)                                         | 0                                                           | 1                                                           | 0                                                           | 1        |
|                                                             |                                                             |                                                             |                                                             |                                                             |          |
| Összesen                                                    | Összesen                                                    | 1                                                           | 1                                                           | 0                                                           | 2        |

## Érmesek
| Az 1900. évi nyári olimpiai játékok érmesei pelotában                | Az 1900. évi nyári olimpiai játékok érmesei pelotában | Az 1900. évi nyári olimpiai játékok érmesei pelotában | Az 1900. évi nyári olimpiai játékok érmesei pelotában |
| -------------------------------------------------------------------- | ----------------------------------------------------- | ----------------------------------------------------- | ----------------------------------------------------- |
| Arany                                                                | Ezüst                                                 | Bronz                                                 |                                                       |
| Spanyolország (ESP) · José de Amézola y Aspizúa, · Francisco Villota | Franciaország (FRA) · Maurice Durquetty, · Etchegaray | Nem adták ki.                                         |                                                       |